# Stazione di Saint-Marcel
La stazione di Saint-Marcel (in francese: gare de Saint-Marcel) era una stazione ferroviaria posta sulla linea Chivasso-Aosta, al servizio del comune di Saint-Marcel.

## Storia
Fu inaugurata nel 1886. Venne soppressa nel 2003.

## Strutture ed impianti
Il piazzale è composto dal solo binario passante. In passato era presente un tronchino di servizio, soppresso già durante gli anni '70.